# Born Under a Bad Sign
Born Under a Bad Sign est une chanson composée par Booker T. Jones avec des paroles de William Bell initialement enregistrée par Albert King en tant que chanson titre de son album Born Under a Bad Sign sorti en 1967. William Bell enregistre aussi sa propre version du titre en 1969. Il en existe plusieurs reprises, les plus connues étant celles du groupe de Chicago Blues Paul Butterfield Blues Band, du groupe de blues rock britannique Cream, de Paul Rodgers et de Jimi Hendrix.

## Style
Le style de Born Under a Bad Sign est caractéristique de Albert King à la fin des années 1960. Le son brillant, nasal et coupant de la lead guitare est en partie dû au choix d'une Gibson custom et l'usage  du micro manche. La ligne de basse est composée d'une pentatonique en Do dièse (Gamme blues) alors que l'accompagnement (piano et cuivre) reste en mode majeur de la même tonalité.
La version de William Bell de 1969 est assez différente. Outre un tempo plus rapide et des couplets supplémentaires qui ne figurent pas sur la version de Albert King, le style s'éloigne du blues de Chicago pour se rapprocher du R&B typique de la Stax, même si la ligne de basse et certains accompagnements sont conservés.

## Autres versions
- Paul Butterfield sur The Resurrection of Pigboy Crabshaw (1967)
- Booker T. and the M.G.'s sur Soul Limbo (1968)
- William Bell en face A du 45T Stax STA-0054 (1969)
- Cream sur Wheels of Fire (1968), BBC Sessions (1967, publié en 2003) et Royal Albert Hall London May 2-3-5-6 2005 (2005)
- Jimi Hendrix sur Blues (1969, publié en 1994)
- Fear Itself (en) avec Ellen McIlwaine sur Fear Itself (1969)
- Rita Coolidge sur Rita Coolidge (1971)
- Pat Travers sur Crash and Burn (en) (1980)
- Peter Green sur Little Dreamer (1980)
- Robben Ford sur Talk to Your Daughter (1988)
- Dan Castellaneta en tant que Homer Simpson sur The Simpsons Sing the Blues (1990)
- Paul Rodgers sur Muddy Water Blues: A Tribute to Muddy Waters (1993)
- Blue Cheer sur What Doesn't Kill You... (2007)